# 衛碧君
衛碧君（英語：Amber Wai Pik-kwan，1999年12月2日—），香港本土派人士，本土民主前線前發言人，於2016年4月辭任發言人一職和宣布退黨。她於九龍油塘油麗邨成長，就讀聖公會油塘基顯小學和嘉諾撒書院。中學畢業後入讀香港大學附屬學院，修讀新媒體課程高級文憑。